# 에드워드 린드버그

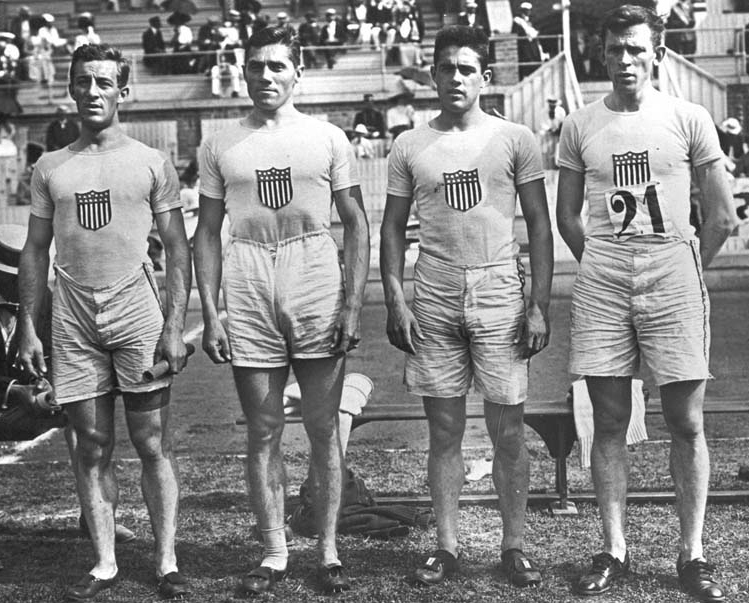
찰스 리드패스, 에드워드 린드버그, 제임스 메러디스, 멜 셰퍼드 (1912년 올림픽)

에드워드 린드버그(Edward Lindberg, 본명: 에드워드 퍼디난드 제이콥 린드버그, Edward Ferdinand Jacob Lindberg, 1886년 11월 9일 – 1978년 2월 16일)는 미국의 올림픽 육상 선수였으며, 1912년 하계 올림픽 400m 계주에서 금메달을 땄는다. 그는 아이오와주 체로키에서 태어나 일리노이주 하일랜드파크 (일리노이주)에서 사망했다.
린드버그는 1906년과 1909년에 일리노이 대학의 빅텐 챔피언 육상 팀의 일원이었으며, 1909년과 1911년에 440야드에서 AAU 챔피언십에서 우승했다. 스톡홀름 올림픽에서 린드버그는 400m에서 동메달을 획득하고 달렸다. 미국 4×400m 계주 팀의 2차전에서 3.16.6의 세계 신기록으로 금메달을 획득했다. 같은 올림픽에서 그는 시범경기로 개최된 야구 경기에 출전했다.